# EOD CoE

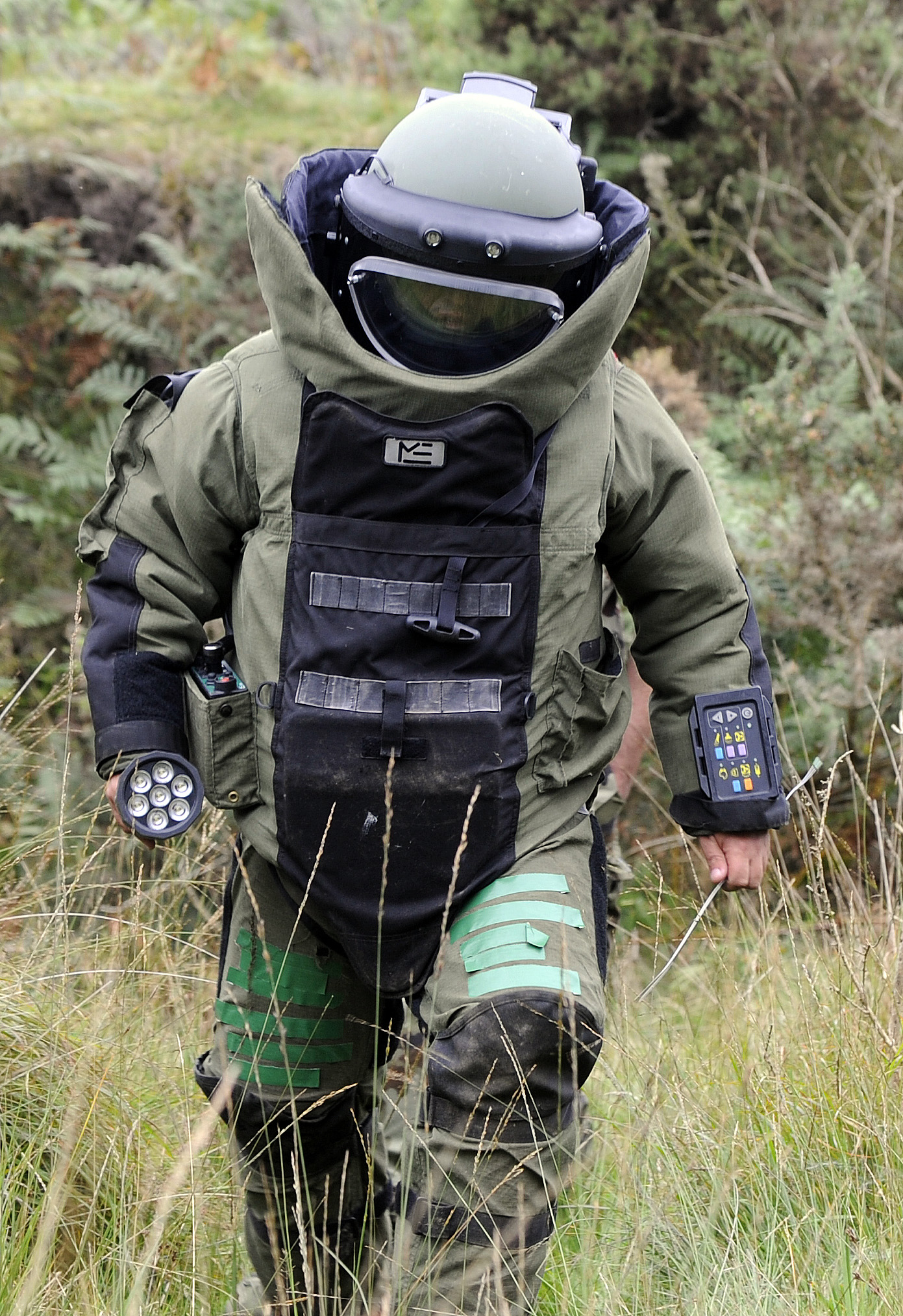
Спеціальне спорядження

The Explosive Ordnance Disposal (EOD)  Centre of Excellence  (EOD CoE) — Центр передового досвіду НАТО з питань знешкодження боєприпасів, які не спрацювали, розташований у  м. Тренчин, Словаччина.
NATO EOD CoE офіційно акредитований в НАТО у 2011 р.
Основними підрозділами NATO EOD CoE є департамент підтримки трансформації, департамент технологій EOD, департамент  тренувань та навчань.  Діяльність NATO EoD CoE координує Командування ОЗС НАТО з питань трансформації.
Важливим напрямом діяльності NATO EoD CoE  є дослідження шляхів впровадження нових технологій у процедури знешкодження боєприпасів. Пріоритетними з таких технологій є застосування безекіпажних наземних платформ та тактичних екзоскелетів. З ініціативи фахівців NATO EoD CoE започаткована серія семінарів з інтеграції екзоскелетів на полі бою. Основною метою використання екзоскелетів під час робіт з EOD є часткова компенсація надмірної ваги спеціального спорядження (див. фото) та полегшення виконання робіт з перенесення, завантаження і розвантаження вибухонебезпечних об'єктів.